# Большой Майгашты
Большой Майгашты (Большая Майгашты) (баш. Оло Мәйгәште) — река в Бурзянском районе Башкортостана. Правый приток Белой.
Длина реки составляет 10 км. Протекает в лесах Южного Урала. Берёт начало из родника Утякай на западном склоне хребта Базал, в 7 км к северо-западу от Старосубхангулово. В верховьях течёт на юго-запад, затем — на юг. Впадает в Белую по правому берегу в 1067 км от её устья и в 1,5 км ниже (восточнее) села Миндигулово.

## Данные водного реестра
По данным государственного водного реестра России, относится к Камскому бассейновому округу, водохозяйственный участок реки — Белая от водомерного поста Арский Камень до Юмагузинского гидроузла, речной подбассейн реки — Белая. Речной бассейн реки — Кама.
Код объекта в государственном водном реестре — 10010200212211100017451.